# 朱彬 (训诂学家)
朱彬（1752年—1834年），字武曹，号邮甫，揚州府寶應縣（今江苏省扬州市宝应县）人。清朝訓詁學家。
十一歲喪母，哀戚如成人。十八岁时补诸生。乾隆六十年（1795年），举人。自少至老，好学不厌。常与王念孙、邵晋涵等论学，屬於扬州学派。汪中曾说：“治经者固多，文章则世无作者，故朱彬于文用力尤深”。晚年作《禮記訓纂》四十九卷。又曾替吴瑭之《温病条辨》一書作序：“死于病者十二三，死于医者十八九。”。道光十四年（1834年）逝世，享年八十二。有子朱士彦、朱士達、朱士廉。